# کونان (تاک شو)
کونان (انگلیسی: Conan) یک برنامه گفتگوی آخر شب آمریکایی است، که در روزهای هفته ساعت ۱۱ شب به وقت منطقه زمانی شرقی از شبکه تی‌بی‌اس پخش می‌شود. این برنامه در نوامبر ۲۰۱۰ به مجری‌گری کونان اوبراین و اندی ریکتر آغاز به کار کرد. کونان اوبراین و همکارش پیش از این برنامه، به اجرای آخر شب با کونان اوبراین و برنامه امشب با کونان اوبراین می‌پرداختند، که از شبکه ان‌بی‌سی پخش می‌شد.
این برنامه علاوه بر پخش اصلی در آمریکا، در کشورهای کانادا، استرالیا، ایرلند، بریتانیا، اسرائیل، پرتغال و هنگ کنگ بازپخش شده‌است.